# Brachyhesma macdonaldensis
Brachyhesma macdonaldensis är en biart som beskrevs av Exley 1968. Brachyhesma macdonaldensis ingår i släktet Brachyhesma och familjen korttungebin. Inga underarter finns listade.

## Bildgalleri

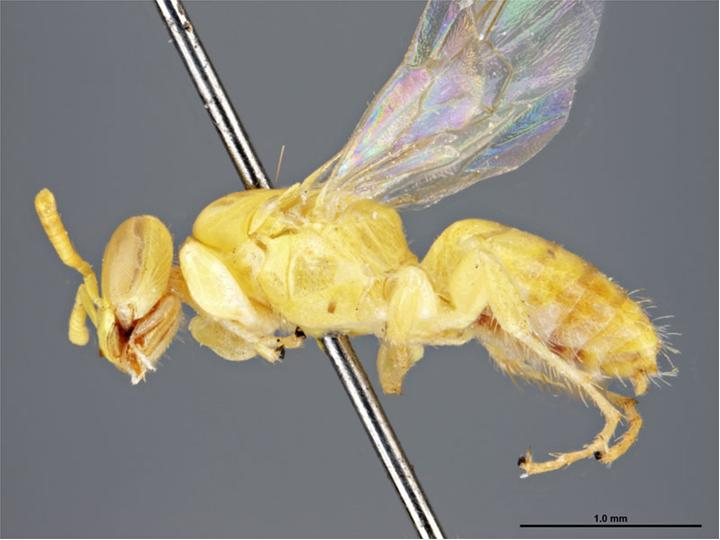